# Andrejs Štolcers
Andrejs Štolcers (ur. 8 lipca 1974 w Rydze) – piłkarz łotewski grający na pozycji ofensywnego pomocnika.

## Kariera klubowa
Karierę piłkarską Štolcers rozpoczął w rodzinnej Rydze, w tamtejszym klubie Olimps. W 1994 roku zadebiutował w pierwszej lidze łotewskiej, a dwa lata później odszedł do najbardziej utytułowanego klubu w kraju, Skonto Ryga. Przez dwa sezony był jego podstawowym zawodnikiem i dwukrotnie z rzędu wywalczył tytuł mistrza Łotwy, w 1997 roku dodatkowo zdobywając także Puchar Łotwy.
Pod koniec 1997 roku Štolcers wyjechał na Ukrainę i został zawodnikiem Szachtara Donieck. Na ogół występował w pierwszym składzie tego klubu i w latach 1998–2000 trzykrotnie zostawał wicemistrzem Ukrainy. W tym okresie zdobył łącznie 14 goli w ukraińskiej ekstraklasie. Wiosną 2000 roku przeszedł do rosyjskiego Spartaka Moskwa. Zdobył 5 bramek i został mistrzem Rosji, ale w połowie roku odszedł z klubu.
W 2000 Štolcers podpisał kontrakt z klubem angielskiej Division One, Fulham F.C. 9 grudnia zadebiutował w jego barwach w meczu ligowym – Fulham wygrał na wyjeździe 3:1 z West Bromwich Albion. Na koniec sezonu 2000/2001 Andrejs wywalczył z Fulham awans do Premiership, ale przez kolejne trzy lata wystąpił zaledwie w 10 spotkaniach londyńskiego klubu. W sezonie 2004/2005 grał w Football League Two, w zespole Yeovil Town F.C., a jesienią występował w azerskim Bakı FK przyczyniając się do wywalczenia mistrzostwa Azerbejdżanu.
W 2006 roku Štolcers wrócił na Łotwę i ponownie występował w Skonto Ryga. W połowie 2007 roku zmienił barwy klubowe i został piłkarzem Olimpsu Ryga. Z czasem został asystentem trenera tego klubu.
Na początku grudnia 2009 Štolcers powrócił do Anglii, przechodząc do klubu Bath City, występującym w Southern Conference (6 dywizji w piłkarskiej piramidzie). Na początku lutego 2010 Štolcers dołączył do klubu Hayes & Yeading United F.C., występującym w National Conference (5 dywizji w piłkarskiej piramidzie). Na początku maja 2010 roku opuścił klub.
| Sezon     | Klub             | Kraj        | Rozgrywki           | Mecze | Bramki |
| --------- | ---------------- | ----------- | ------------------- | ----- | ------ |
| 1994      | Olimps           | Łotwa       | Virslīga            | ?     | ?      |
| 1995      | Olimps           | Łotwa       | Virslīga            | ?     | ?      |
| 1996      | Skonto Ryga      | Łotwa       | Virslīga            | 26    | 6      |
| 1997      | Skonto Ryga      | Łotwa       | Virslīga            | 23    | 9      |
| 1997/1998 | Szachtar Donieck | Ukraina     | Wyszcza Liha        | 13    | 4      |
| 1998/1999 | Szachtar Donieck | Ukraina     | Wyszcza Liha        | 21    | 6      |
| 1999/2000 | Szachtar Donieck | Ukraina     | Wyszcza Liha        | 15    | 4      |
| 2000      | Spartak Moskwa   | Rosja       | Priemjer-Liga       | 12    | 5      |
| 2000/2001 | Fulham F.C.      | Anglia      | Division One        | 15    | 2      |
| 2001/2002 | Fulham F.C.      | Anglia      | Premiership         | 5     | 0      |
| 2002/2003 | Fulham F.C.      | Anglia      | Premiership         | 5     | 0      |
| 2003/2004 | Fulham F.C.      | Anglia      | Premiership         | 0     | 0      |
| 2004/2005 | Yeovil Town F.C. | Anglia      | Football League Two | 36    | 4      |
| 2005/2006 | Bakı FK          | Azerbejdżan | Yuksek Liqa         | 10    | 4      |
| 2006      | Skonto Ryga      | Łotwa       | Virslīga            | 15    | 2      |
| 2007      | Skonto Ryga      | Łotwa       | Virslīga            | 1     | 0      |
| 2007      | Olimps           | Łotwa       | Virslīga            | 8     | 0      |
| 2008      | Olimps           | Łotwa       | Virslīga            |       |        |

## Kariera reprezentacyjna
W reprezentacji Łotwy Štolcers zadebiutował 3 czerwca 1994 roku w wygranym 2:0 towarzyskim spotkaniu z Maltą. W 2004 roku został powołany przez Aleksandrsa Starkovsa do kadry na Euro 2004. Tam zagrał jedynie 7 minut w przegranym 0:3 meczu z Holandią. Swój ostatni mecz w kadrze rozegrał w 2005. Ogółem w reprezentacji narodowej rozegrał 81 spotkań i zdobył 7 goli.

## Kariera trenerska
Jeszcze będąc piłkarzem Olimps w 2009 jednocześnie pełnił funkcje trenerskie.
Po wygaśnięciu kontraktu z Hayes & Yeading United F.C. w dniu 7 maja 2010 roku, Štolcers rozpoczął karierę trenerską. Obecnie jest trenerem drużyny juniorskiej w Harris Academy South Norwood U15 w Anglii, a także bierze udział w międzynarodowym projekcie o nazwie Concept4Football, pomagając młodym ludziom, którzy nie są starsze niż 16 lat, rozwijać swoje umiejętności piłkarskie.

## Sukcesy i odznaczenia

### Sukcesy klubowe
- mistrz Łotwy: 1996, 1997
- wicemistrz Ukrainy: 1998, 1999, 2000
- mistrz Rosji: 2000

### Sukcesy indywidualne
- najlepszy pomocnik Mistrzostw Łotwy: 1993